# Clinton Presba Anderson
Pour les articles homonymes, voir Anderson.
Clinton Presba Anderson, né le 23 octobre 1895 à Centerville (Dakota du Sud) et mort le 11 novembre 1975 à Albuquerque (Nouveau-Mexique), est un homme politique américain. Membre du Parti démocrate, il est représentant du Nouveau-Mexique entre 1941 et 1945, secrétaire à l'Agriculture entre 1945 et 1948 dans l'administration du président Harry S. Truman puis sénateur des États-Unis pour le Nouveau-Mexique entre 1949 et 1973.

## Biographie
Le principal succès de C.P. Anderson est la promotion du programme spatial américain qu'il fait dans les années 1960 en tant que sénateur. Il est ainsi le président du Committee on Aeronautical and Space Sciences entre 1963 et 1973 et l'un des grands promoteurs de la NASA.